# Hôtel d'Avaray
Hôtel d'Avaray je klasicistní městský palác v Paříži v 7. obvodu. Byl postaven v letech 1718-1720. Od roku 1920 je majetkem Nizozemského království, které z něj v letech 1920-1973 udělalo své velvyslanectví. Od přesídlení diplomatických služeb do budovy na rue Éblé slouží palác jako rezidence velvyslance.

## Poloha
Palác se nachází v 7. obvodu na adrese 85, rue de Grenelle a sousedí s Hôtel de Bauffremont č. 87 a nedaleko Matignonského paláce, rezidence francouzského předsedy vlády v rue Varenne.

## Historie
Dne 23. srpna 1718 byl architekt Jean-Baptiste Leroux pověřen postavit rezidenci pro Clauda Théophila de Béziade, 2. markýze d'Avaray. Práce trvaly dva roky a stály markýze 194 000 liver.
Syn Théophila de Béziade d'Avaray, markýz byl generálporučík a rytíř královských řádů. V roce 1707 se vyznamenal během bitvy u Almansy po boku maršála Berwicka, aby zajistil trůn pro Filipa V., španělského krále, vnuka krále Ludvíka XIV. Díky svému úřadu guvernéra Flander a Henegavska bohatě vyzdobil svůj palác bruselskými gobelíny, které představovaly roční období, měsíce v roce a mytologická témata.
Markýzovy vojenské úkoly znamenaly, že ve svém sídle hned nebydlel, ale pronajal ho krátce po dokončení Horacovi Walpolovi, mimořádnému vyslanci a zplnomocněnému ministru Anglie. Až v roce 1727 se markýz, jeho manželka Catherine Angélique, rozená Foucault, a tři z jejich čtyř dětí přestěhovali do paláce. Manželé ztratili svého nejstaršího syna Jeana Théophila v roce 1734 v bitvě u Guastally. Následující rok markýz přišel o manželku a nejstarší dceru Catherine.
Dne 6. dubna 1745 markýz zemřel a majetek zdědily jeho dvě přeživší děti, Charles-Théophile a Olympe Le Picard, markýza d'Aubercourt. Bohužel 3. markýz d'Avaray zemřel na neštovice dne 30. května 1746 a společné vlastnictví pokračovalo mezi jeho sestrou a jeho nejmladším synem Claude-Antoine. Ten ho nakonec získal do plného vlastnictví v 1776, po smrti své tety, která neměla žádné potomky.
V roce 1789 vypukla Francouzská revoluce a markýz a jeho manželka Angélique Adélaïde Sophie de Mailly-Nesle odešli na svůj zámek Avaray, zatímco zbytek rodiny v roce 1791 emigroval do Belgie. Palác byl zabaven markýz a markýz, kteří zůstali ve Francii, vděčili za svou záchranu pouze pádu Robespierra 26. července 1794. V roce 1794 manželé ztratili během bitvy u Gesté svého nejmladšího syna Armanda-Louise a po návratu do Paříže na počátku 19. století zemřela v roce 1809 jejich nejmladší dcera Augustine-Olympe, která byla dvorní dámou hraběnky z Provence.
V roce 1811 byl jejich nejstarší syn Antoine Louis povýšen králem Ludvíkem XVIII. jako 1. vévoda z Avaray. Ten však zemřel na ostrově Madeira. Tím se jeho otec Claude-Antoine, stal 2. vévodou d'Avaray, který titul následně předal nejmladšímu a jedinému přeživšímu ze svých tří synů, Josephu Théophilovi v roce 1824. 3. vévoda d'Avaray nechal palác přestavět na apartmány, ve kterých poté ubytoval svou matku, která ale zemřela záhy v roce 1825, a poté svou jedinou přeživší ovdovělou sestru Henriette-Élisabeth, markýzu de Grave a její dceru Zoé, markýzu de Guerry. Ubytoval zde také svou manželku, vévodkyni Aimée-Julie, rozenou Michel de Tharon, a jejich jediného syna Ange-Édouarda.
První patro paláce bylo pronajímáno i dalším šlechtickým nájemníkům.
3. vévoda d'Avaray a jeho manželka zemřeli pouhých šest měsíců po sobě v roce 1859 a palác zdědil jejich jediný syn Ange-Édouard. 4. vévoda d'Avaray zde žil se svou ženou Mathilde-Anne, rozenou d'Rochechouart-Mortemart a jejich dvěma dětmi, Louise-Marie a Julesem Victorem.
V roce 1887 zemřeli vévoda a vévodkyně, poté jejich syn Jules-Victor v roce 1894. Louise-Marie tragicky zemřela při požáru bazaru Charité v Paříži v roce 1897. Majetek získali jejich dva synové - Hubert, 5. vévoda d'Avaray a Élie.
Mladší bratr Élie zemřel v roce 1917. Dne 5. dubna 1920 Hubert de Béziade, 6. vévoda d'Avaray a jeho synovec Édouard, pozdější 7. a poslední vévoda d'Avaray prodali palác Nizozemskému království.
Ještě téhož roku začaly renovační práce za prvního uživatele, Johna Loudona, velvyslance Nizozemska ve Francii v letech 1919-1940.
Palác je přístupný pro návštěvníky u příležitosti Dnů evropského dědictví.

## Popis
Palác, stejně jako sousední Hôtel de Bauffremont, je tvořen velkou budovou ve tvaru L, navazující na monumentální portál na ulici, doplněnou dvěma hospodářskými budovami, kde jsou kuchyně, kůlny a stáje. Vzhledem k úzkému pozemku neumožňujícímu výstavbu dalšího křídla byly ve zdi navazující na sousední pozemek vybudovány atrapy imitující skutečné arkýře, aby byla zachována relativní symetrie s protější budovou.
V původním uspořádání zůstal palác až do počátku 19. století, kdy dvě po sobě jdoucí přestavby v letech 1814 a 1825 způsobily likvidaci téměř veškeré vnitřní výzdoby, s výjimkou hlavního schodiště a haly. Práce, kterou ve dvacátých letech 20. století provedla nizozemská vláda, spočívala v navrácení stylu 18. století.
Fronton fasády na straně zahrady nese erb rodiny Béziade, zatímco fronton monumentálního portálu nese nizozemský státní znak a jeho motto Je maintiendrai (Já udržím).
V přízemí paláce se nachází apartmá s pěti salóny a knihovna, kde jsou vystaveny bruselské tapisérie ze 16. století a tapisérie z Aubussonu z 18. století, ale také obrazy holandských mistrů 17. století, zejména Jacoba van Ruisdaela.
Uprostřed zahrady jsou sluneční hodiny.
Dřevěné obložení velkého salonu pochází ze soukromého sídla, které se nacházelo na adrese č. 45, rue de Grenelle a bylo zbořeno během výstavby bulváru Raspail.
V roce 2017 palác prošel rozsáhlou celkovou rekonstrukcí.

## Zajímavosti
V paláci se točilo několik filmů a seriálů, např.:
- 2002: Drž hubu!, režie Francis Veber
- 2011: Nedotknutelní, režie Olivier Nakache a Éric Toledano
- 2012: Nepoužitelní, režie David Charhon
- 2012: Z prezidentské kuchyně, režie Christian Vincent, kde představuje Elysejský palác.
- 2021: seriál Lupin, režie George Kay a François Uzan, zobrazuje interiérové scény rodinného sídla Huberta Pellegriniho spolu s palácem Nissim de Camondo pro exteriéry.